# David Donatien
Pour les articles homonymes, voir Donatien.
David Donatien, né le 24 décembre 1970 à Melun (Seine-et-Marne), est un musicien multi-instrumentiste (percussions, batterie…), producteur musical et réalisateur artistique français. Il travaille notamment avec sa compagne la chanteuse franco-israélienne Yael Naim.

## Biographie
Il commence sa carrière de musicien à l’âge de 16 ans. Percussionniste, il collabore avec Cunnie Williams, Wasis Diop, Sally Nyolo, Clémentine Célarié ou Charles Schillings, puis deviendra en 2005 percussionniste de  Bernard Lavilliers, avec qui il enregistre l’album Samedi soir à Beyrouth (2008).
En 2004, il rencontre Yael Naim, avec qui il signe sur le label Tôt ou tard. L’album Yael Naim sort en France le 22 octobre 2007. Il sortira par la suite dans 18 pays grâce au succès de la chanson New Soul : utilisé par Apple pour la publicité de son ordinateur MacBook Air, le titre fait alors son apparition dans la plupart des charts internationaux, dont le Billboard Hot 100 où il rentre directement dans le top 10. En France, la chanson atteint la seconde place des ventes. La même année, Yael Naim remporte la Victoire de la musique du Meilleur album de musiques du monde de l'année, et entame avec David Donatien une tournée de deux ans qui compte plus de 200 concerts à travers le monde.
En 2009, il participe au projet hommage au groupe de musique industrielle Coil This Immortal Coil sur l'album The Dark Age of Love.
En 2010, il retrouve Bernard Lavilliers, pour lequel il produit le morceau Sourire en coin, qui paraît sur l’album Causes perdues et musiques tropicales.
Il coproduit l’album She Was a Boy de Yael Naim, qui sort le 15 novembre 2010 et sur lequel il compose la chanson Go to the river.
Une tournée de deux ans suit la sortie de l’album, traversant l’Europe, les États-Unis, le Japon et l'Amérique du Sud.
En 2013, il produit la chanson Le jour se lève pour Mayra Andrade.
Il crée avec Yael Naim la structure de production Mouse Elephant, puis produit l'album Older de la chanteuse, sorti en mars 2015.
En 2019, il réalise l'album de la chanteuse béninoise Angélique Kidjo en hommage à l'artiste cubaine Celia Cruz, qui remporte en 2020 le Grammy award du meilleur album de musiques du monde. En 2021, ils collaborent de nouveau, avec la réalisation du titre One Africa dans l'album Mother nature, qui obtient également le Grammy award de la catégorie musiques du monde.

### Famille
David Donatien est le père de quatre enfants, dont deux sont nés de son union avec Yael Naim. La naissance de leur fille, Mia, est annoncée le 17 mars 2015, et leur plus jeune enfant était attendu en avril 2017.

## Récompenses
- 2008 : Victoire de la musique de l'album musiques du monde de l'année pour Yael Naim
- 2009 : Trophée « Créateurs sans frontières » Cultures France (Ministère des Affaires étrangères)
- 2011 : Grand prix du répertoire Sacem à l'export
- 2012 :  Victoire de la musique de l'Artiste féminine pour She was a boy de Yael Naim
- 2012 : Globe de cristal
- 2016 : Victoire de la musique de l'Artiste féminine pour Older de Yael Naim
- 2020 : Grammy award meilleur album musiques du monde de l'année pour Celia d'Angélique Kidjo
- 2021 : Grammy award meilleur album musiques du monde de l'année pour Mother nature d'Angélique Kidjo
- 2022 : Médaille de la ville de Fort-de-France
- Chevalier des arts et des lettres